# Ctenophthalmus crudelis
Ctenophthalmus crudelis är en loppart som beskrevs av Jordan 1932. Ctenophthalmus crudelis ingår i släktet Ctenophthalmus och familjen mullvadsloppor. Inga underarter finns listade i Catalogue of Life.